# Леш, Олег Иванович
Олег Иванович Леш (укр. Олег Іванович Леш; 5 июня 1969, Красноперекопск, Крымская область, Украинская ССР, СССР) — советский и украинский футболист, полузащитник.

## Биография
Начал заниматься футболом в родном городе Красноперекопск. Сыграл несколько матчей за местную команду «Химик». Затем обучался в школе симферопольского клуба «Таврия», где его тренером был Вячеслав Портнов.
В 1990 году стал игроком «Таврии», однако в составе крымчан провёл всего одну игру в Первой лиге СССР. Леш принимал участие в чемпионате Вооруженных Сил СССР, после чего его пригласили в одесский СКА. В составе команды во Второй лиге сыграл в более чем сорока матчах. Принимал участие в первом чемпионате независимой Украины. По итогам которого одесситы заняли последнее 10 место в своей группе и вылетели в Первую лигу.
Следующим клубом Леша стал ахтырский «Нефтяник» из Первой лиги. Основной причиной переезда в Ахтырку стал вопрос выделения ему квартиры. По итогам сезона 1992/93 команда стала бронзовым призёром Первой лиги. По словам самого Олега Леша во время выступления за «Нефтяник» у него были предложения о переходе в донецкий «Шахтёр», львовские «Карпаты» и харьковский «Металлист». Во время одного из матчей в 1998 году он получил травму — разрыв передней крестообразной святки колена. Прошёл восстановление, но заиграть на прежнем уровне Олег уже не смог. Завершил карьеру игрока в 1999 году в возрасте тридцати лет. Всего за «Нефтяник» провёл более двухсот матчей в Первой лиге, входит в десятку лучших гвардейцев клуба за всю историю.
После окончания карьеры футболиста работал в сфере торговли, а затем в банковской службе инкассации.

## Достижения
- Бронзовый призёр Первой лиги Украины (1): 1992/93

## Статистика
| Сезон   | Клуб               | Лига        | Чемпионат | Чемпионат | Кубок | Кубок |
| Сезон   | Клуб               | Лига        | Игры      | Голы      | Игры  | Голы  |
| ------- | ------------------ | ----------- | --------- | --------- | ----- | ----- |
| 1990    | Таврия             | Первая лига | 1         | 0         |       |       |
| 1990    | СКА (Одесса)       | Вторая лига | 18        | 0         |       |       |
| 1991    | СКА (Одесса)       | Вторая лига | 29        | 0         |       |       |
| 1992    | СКА (Одесса)       | Высшая лига | 18        | 1         | 2     | 0     |
| 1992/93 | Нефтяник (Ахтырка) | Первая лига | 38        | 3         | 4     | 0     |
| 1993/94 | Нефтяник (Ахтырка) | Первая лига | 36        | 5         | 2     | 0     |
| 1994/95 | Нефтяник (Ахтырка) | Первая лига | 41        | 1         | 1     | 0     |
| 1995/96 | Нефтяник (Ахтырка) | Первая лига | 38        | 1         |       |       |
| 1996/97 | Нефтяник (Ахтырка) | Первая лига | 38        | 5         |       |       |
| 1997/98 | Нефтяник (Ахтырка) | Первая лига | 13        | 1         | 5     | 1     |
| 1998/99 | Нефтяник (Ахтырка) | Первая лига | 4         | 0         | 3     | 0     |
| 1999/00 | Нефтяник (Ахтырка) | Первая лига | 13        | 0         |       |       |